# Monolith (película de 2022)
Monolith es una película de ciencia ficción y suspenso australiana estrenada en 2022. Dirigida por Matt Vesely, escrita por Lucy Campbell y producida por Bettina Hamilton, la cinta está protagonizada por Lily Sullivan, quien interpreta a una periodista que intenta descifrar un misterio.
La película fue estrenada en Australia el 27 de octubre de 2022 en el Festival de Cine de Adelaida,  mientras que a nivel internacional fue exhibida por primera vez en el evento South by Southwest en marzo de 2023.